# Бекбаулов Уразак Бекбаулович
Бекбаулов Уразак (Оразак) Бекбаулович (нар. 1 березня 1929, село Назархан, нині Нукуського райноу, Каракалпакстан, Узбекистан — 20 березня 1992, місто Нукус, Каракалпакстан, Узбекистан) — каракалпацький письменник, літературознавець.
Кандидат філологічних наук (1967). Заслужений діяч наук Каракалпацької АРСР (1977).

## Життєпис
Закінчив Каракалпацький педагогічний інститут (Нукус, 1949). Працював учителем, методистом та науковим співробітником Університету мови та літератури Каракалпацького відділу Узбецької Академії наук.

## Творчість
Автор історичного роману «Біруні» (1977) — про середньоазіатського вченого-енциклопедиста 10—11 століття та роману «Володимир Каракалпаков» (1987) — про долю російського інтелігента, вихідця з Каракалпакстану, син якого, П. Каракалпаков-Востоков, став визначним українським і російським актором. Велике місце у творчості Бекбаулова займає шевченківська тема: повість «Тарас Аралда» («Тарас на Аралі»; український переклад — К., 1975), нарис «Манғышлақ тағы Тарас тереги жанындағы ойлар» («Думи біля Тарасового дерева в Мангишлаці»; обидва твори — 1964), статті «Тарас Шевченко в Каракалпакії» (1961), «Незабутній велетень», «Сліди не стираються» (1964) та інші. Усі твори Бекбаулова опубліковано в Нукусі. З доповіддю «Шевченко в каракалпацькій літературі» виступив на 15-й науковій шевченківській конференції (Одеса, 1966; опубл. укр. мовою у зб. праць цієї конф., 1968). Українською мовою окремі твори Бекбаулова переклав С. Тельнюк.
Тема України, зокрема тема Тараса Шевченка, у працях Бекбаулова посідають провідне місце. Шевченкові присвятив повість «Тарас на Аралі» та нарис «Думи біля Тарасового дерева в Мангишлаку» (обидва твори — 1964).